# Premio Pulitzer 1968
Quella del 1968 fu la cinquantaduesima assegnazione dei Premi Pulitzer e vide il conferimento di quindici premi in sedici categorie, nove relative al mondo del giornalismo e sette relative al mondo della letteratura e della musica.
Rispetto alla precedente edizione, quella del 1968 vide la sostituzione del Premio Pulitzer per la fotografia, introdotto nel 1942, con il premio Pulitzer per il miglior servizio fotografico (in inglese: "Pulitzer Prize for Feature Photography") e il Premio Pulitzer per la miglior fotografia di ultim'ora (in inglese: "Pulitzer Prize for Spot News Photography", poi ribattezzato "Pulitzer Prize for Breaking News Photography" nel 2000).
In quest'edizione, la giuria fu composta da 13 membri, tra cui il presidente della Columbia University, Grayson Kirk, e fu presieduta da Joseph Pulitzer, redattore del St. Louis Post-Dispatch nonché omonimo figlio del fondatore dei premi Pulitzer, Joseph Pulitzer.

## Giornalismo
- Pubblico servizio:

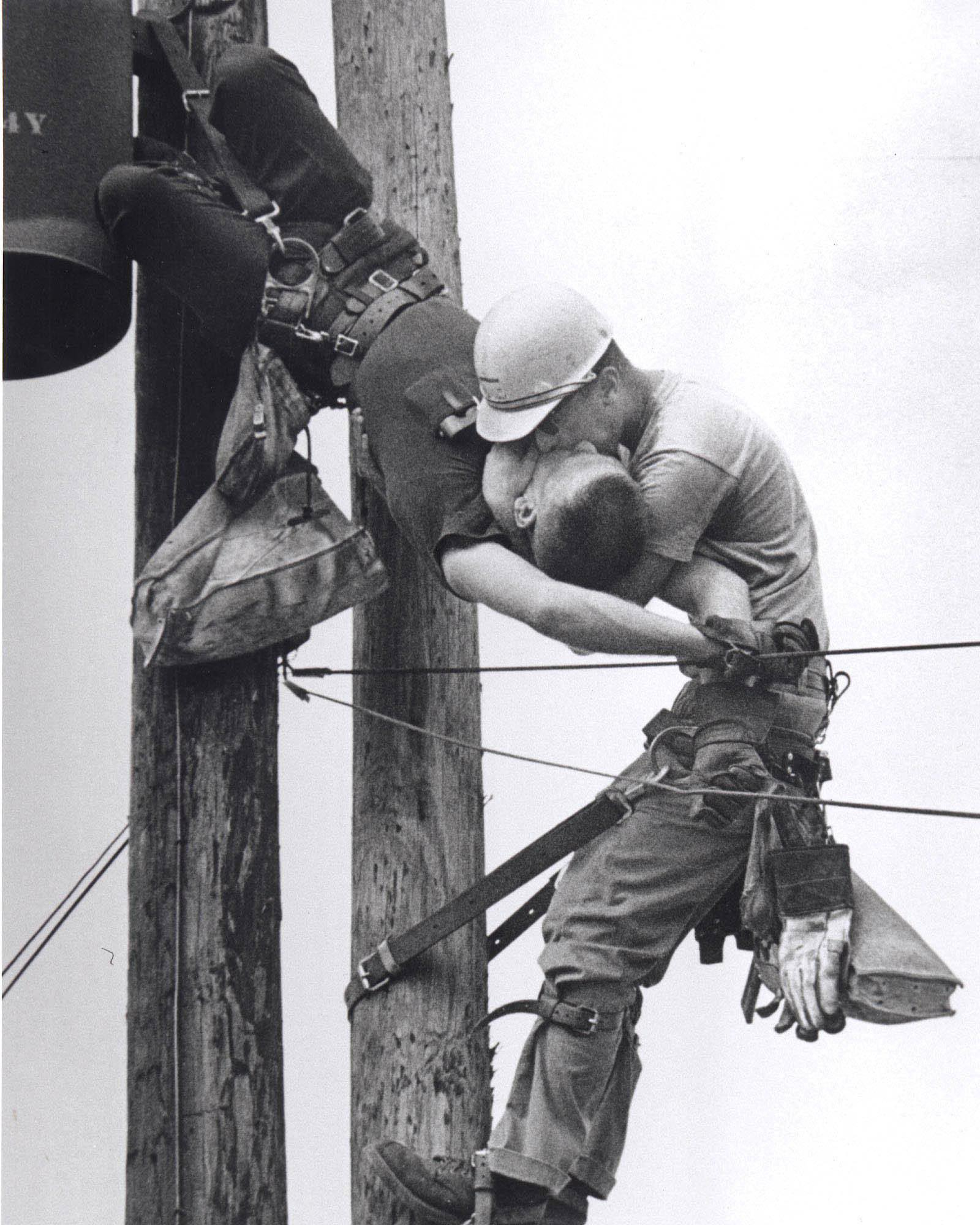
"Kiss of Life", lo scatto vincitore del premio per la miglior fotografia di ultim'ora

  - The Riverside Press-Enterprise, per la denuncia della corruzione nei tribunali in relazione alla gestione delle proprietà e dei patrimoni del gruppo di Agua Caliente degli indiani Cahuilla a Palm Springs, in California, e per il suo impegno nel punire i colpevoli.
- Giornalismo locale di cronaca o di ultim'ora:
  - Redazione del Detroit Free Press, per la copertura giornalistica della sommossa di Detroit del 1967; sia per la sua opera di dettagliata informazione di ultim'ora, sia la sua accurata indagine sulle cause della tragedia.[3]
- Giornalismo locale investigativo specializzato:
  - J. Anthony Lukas, del The New York Times, per la sua inchiesta sulla vita e l'omicidio di Linda Fitzpatrick.
- Giornalismo nazionale:
  - Nathan K. Kotz, del Des Moines Register e del Minneapolis Tribune, per aver segnalato le precarie condizioni igieniche esistenti in diversi stabilimenti di confezionamento della carne, che hanno contribuito a garantire l'approvazione del Wholesome Meat Act del 1967.
  - Howard James, del The Christian Science Monitor, per la sua serie di articoli intitolata Crisis in the Courts.[4]
- Giornalismo internazionale:
  - Alfred Friendly, del Washington Post, per la copertura giornalistica data alla guerra guerra dei sei giorni nel giugno 1967.
- Editoriale:
  - John S. Knight, del Knight Newspapers, per gli encomiabili editoriali scritti nel corso del 1967.
- Vignetta editoriale:
  - Eugene Gray Payne, del The Charlotte Observer, per le vignette editoriali da lui realizzate nel corso del 1967.
- Fotografia di ultim'ora:
  - Rocco Morabito, del Jacksonville Journal, per la fotografia intitolata Kiss of Life.
- Servizio fotografico:
  - Toshio Sakai, della United Press International, per la fotografia Dreams of Better Times, scattata sul campo della guerra del Vietnam.

## Letteratura, drammaturgia e musica
- Narrativa:
  - The Confessions of Nat Turner, di William Styron (Random).
- Drammaturgia:
  - Non assegnato.
- Storia:
  - The Ideological Origins of the American Revolution, di Bernard Bailyn (Harvard University Press).
- Biografie o Autobiografie:
  - Memoirs, di George F. Kennan (Little).
- Poesia:
  - The Hard Hours, di Anthony Hecht (Atheneum).
- Saggistica:
  - Rousseau And Revolution, The Tenth And Concluding Volume Of The Story Of Civilization, di Will Durant e Ariel Durant (Simon & Schuster).
- Musica:
  - Echoes of Time and the River, di George Crumb (Belwin-Mills), eseguita per la prima volta dalla Chicago Symphony Orchestra il 26 maggio 1967 presso la Mandel Hall dell'Università di Chicago.